# Lommel
Lommel ist eine Stadt in den Kempen (flämische Region) in Belgien mit 34.913 Einwohnern (Stand 1. Januar 2024). Lommel gehört zur Provinz Limburg.
Die Stadt befindet sich südlich von Eindhoven, direkt an der Grenze zu den Niederlanden. Im Süden berührt sie den Truppenübungsplatz Kamp van Beverlo. Der Kempener Kanal verläuft nördlich durch die Gemeinde, und im westlichen Ortsteil Blauwe Kei zweigt der Stichkanal Kanaal naar Beverlo ab, der in der Garnisonsstadt Leopoldsburg endet. Lommel war 1944 Ausgangspunkt der Operation Garden.
Der Soldatenfriedhof Lommel, der größte deutsche Soldatenfriedhof des Zweiten Weltkriegs im europäischen Ausland, befindet sich südlich der Stadt, so wie seit den 1960er Jahren das 3,2 km² große Automobiltestgelände „Lommel Proving Grounds“ von Ford of Europe, das zwischen den Ford-Produktionstandorten in England und in Deutschland angelegt wurde.

## Politik

### Stadtrat
- PVDA: 0
- Vooruit: 10
- Groen: 0
- VLD: 0
- CD&V: 19
- N-VA: 2
- VB: 0

Nach der Wahl hatte CD&V eine absolute Mehrheit.
- PVDA: 1
- Vooruit: 68
- Groen: 0
- VLD: 10
- CD&V: 48
- CD&V – NVA: 9
- N-VA: 13
- VB: 3
- Sonst.: 3

- Vooruit: 68
- CD&V: 48
- N-VA: 13
- VLD: 10
- CD&V – NVA: 9
- VB: 3
- Sonst.: 3
- PVDA: 1
- Groen: 0

## Sport
Seit 2017 finden die European Masters, ein Snookerturnier der Snooker Main Tour, in Lommel statt.
Aus Lommel stammte der 2003 infolge einer Insolvenz aufgelöste Fußballverein SK Lommel, der ab den 1990er-Jahren in der ersten Liga spielte und 1997 sowie 1998 im UEFA Intertoto Cup vertreten war. 2001 zog der Verein ins Finale des belgischen Pokals ein. Der heutige Nachfolgeverein Lommel SK spielt seit 2018 in der zweiten belgischen Liga.

## Busunglück 2012
Am 13. März 2012 gegen 21:15 Uhr ereignete sich in einem Tunnelabschnitt der A9 in Siders ein Busunglück, bei dem 22 Kinder und 6 Erwachsene starben, darunter 15 Kinder und 2 Betreuer aus der städtischen Grundschule ‘t Stekske in Lommel-Kolonie, 7 Schüler und 2 Betreuer aus der St.-Lambert-Schule in Heverlee sowie 2 Busfahrer. Am 21. März 2012 fand in der Sporthalle die Trauerfeier statt.

## Bilder

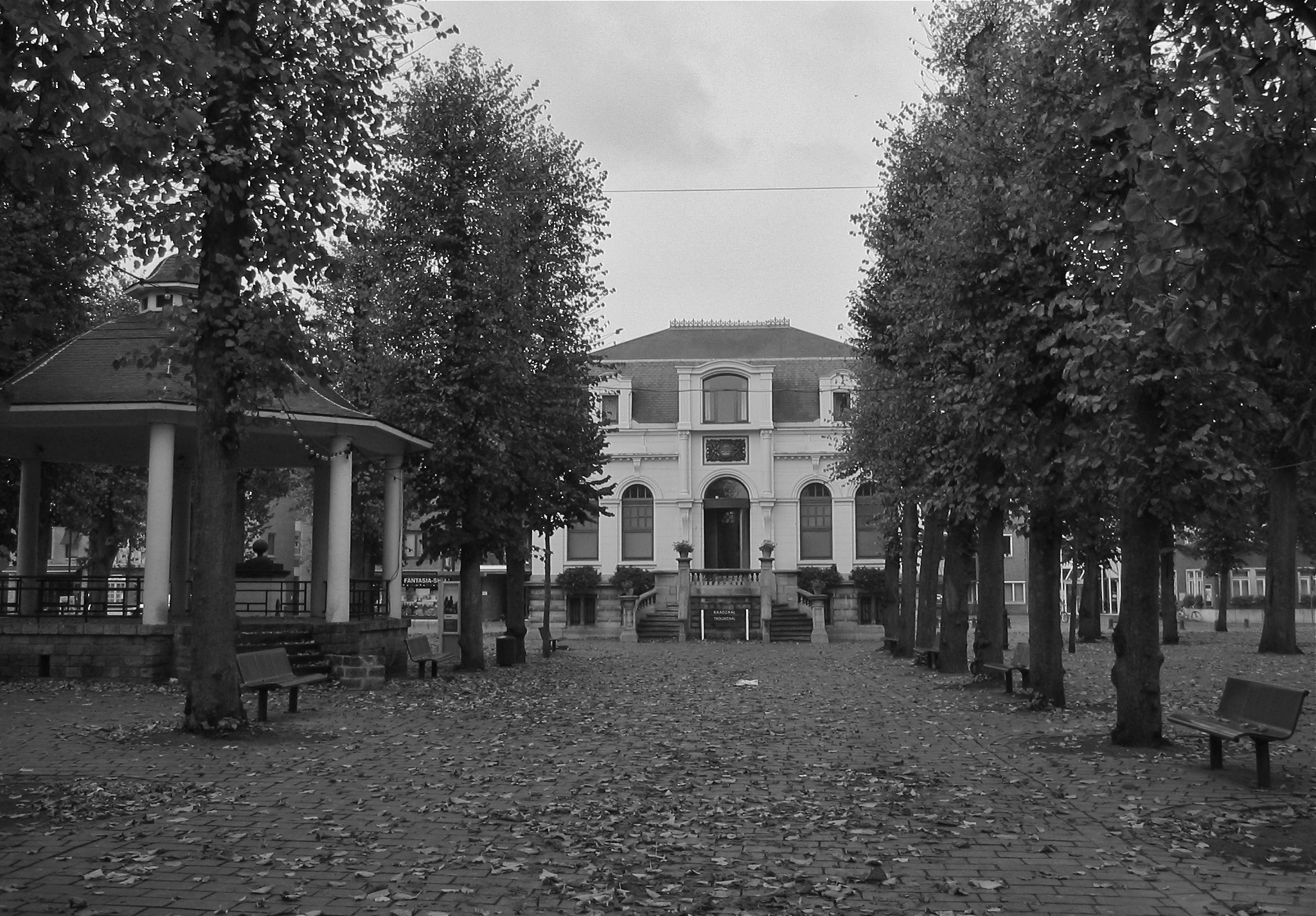
Rathaus
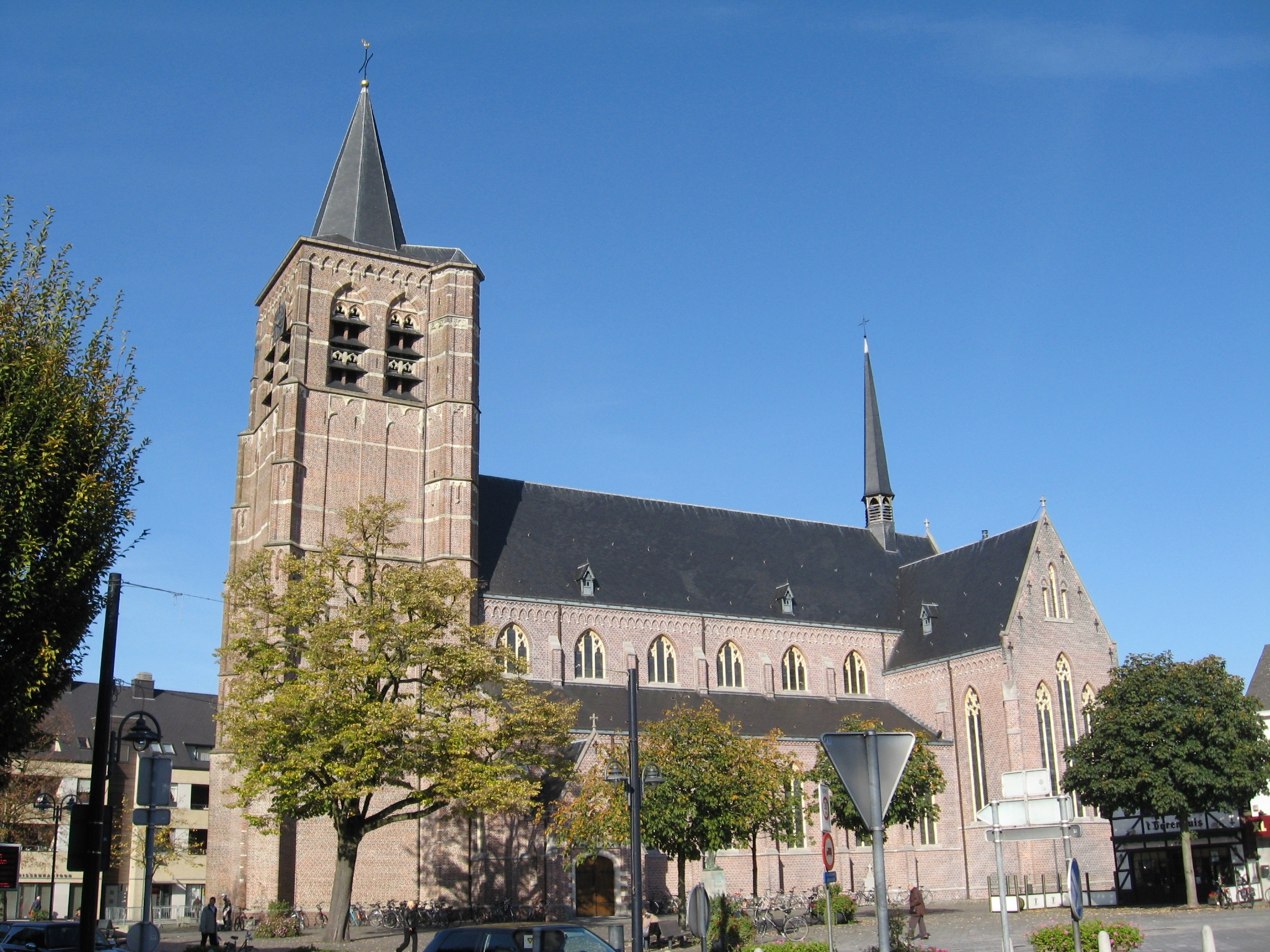
Sint-Pietersbandenkerk
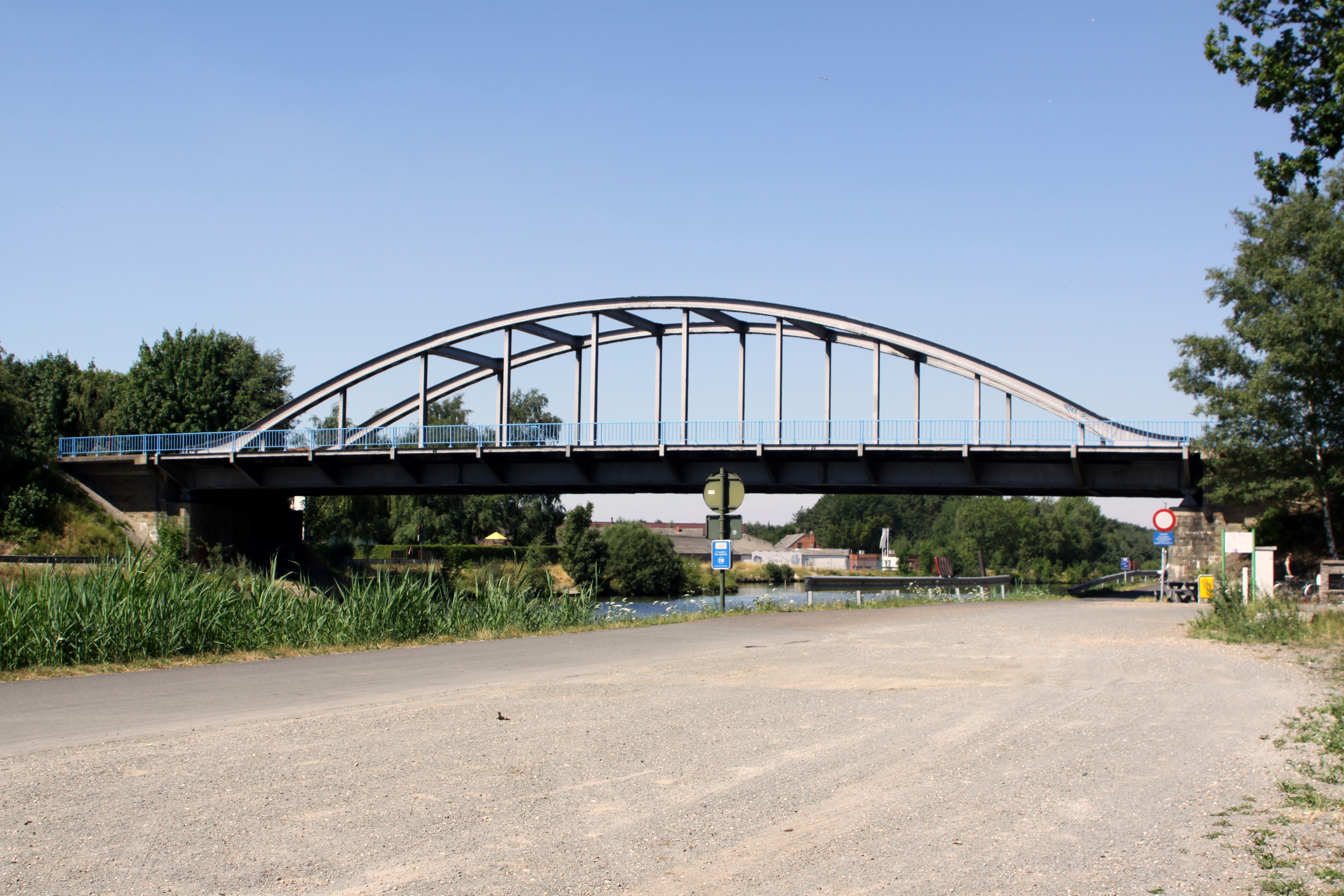
Joe’s Bridge
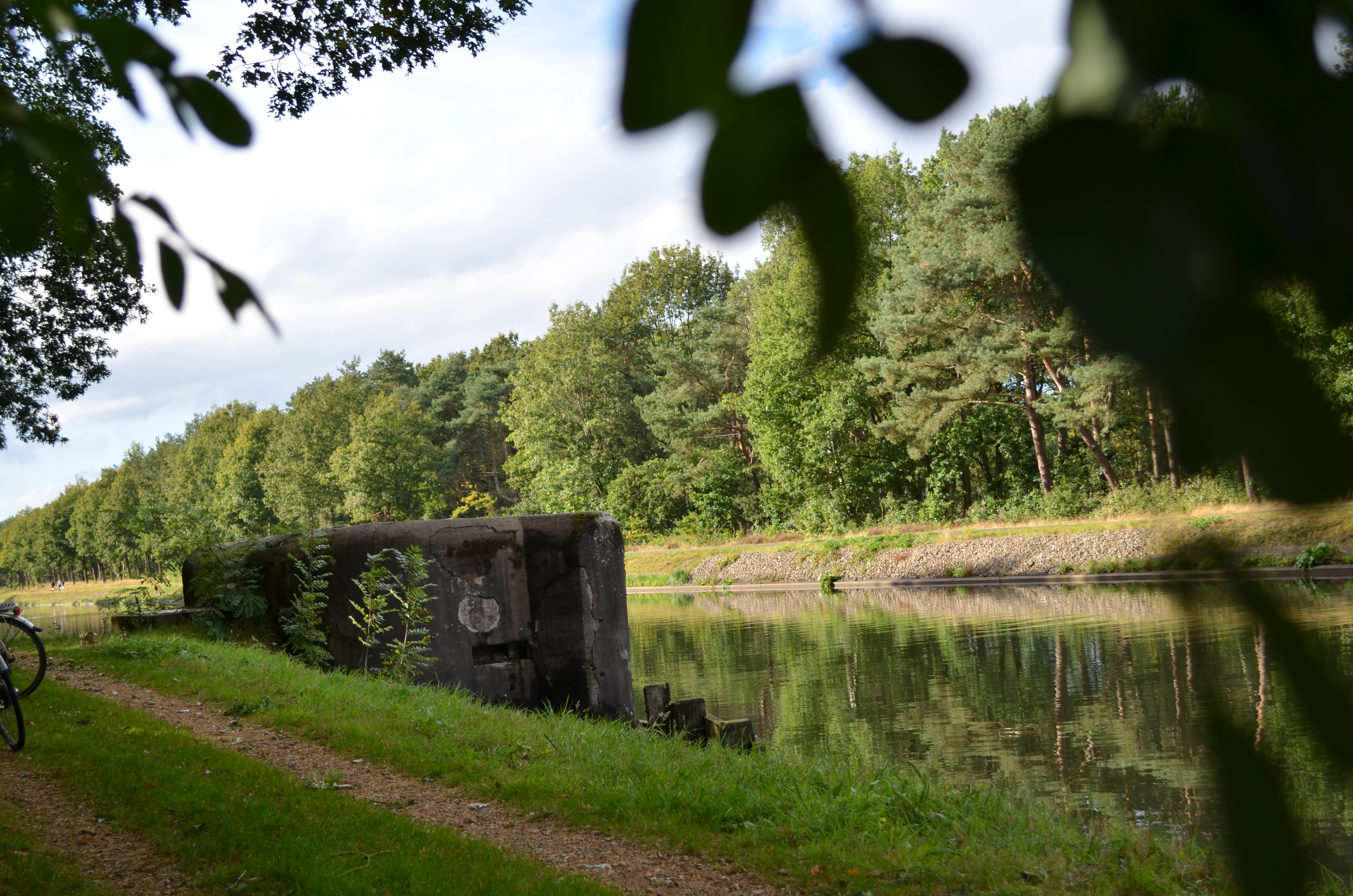
Bunker am Kempener Kanal
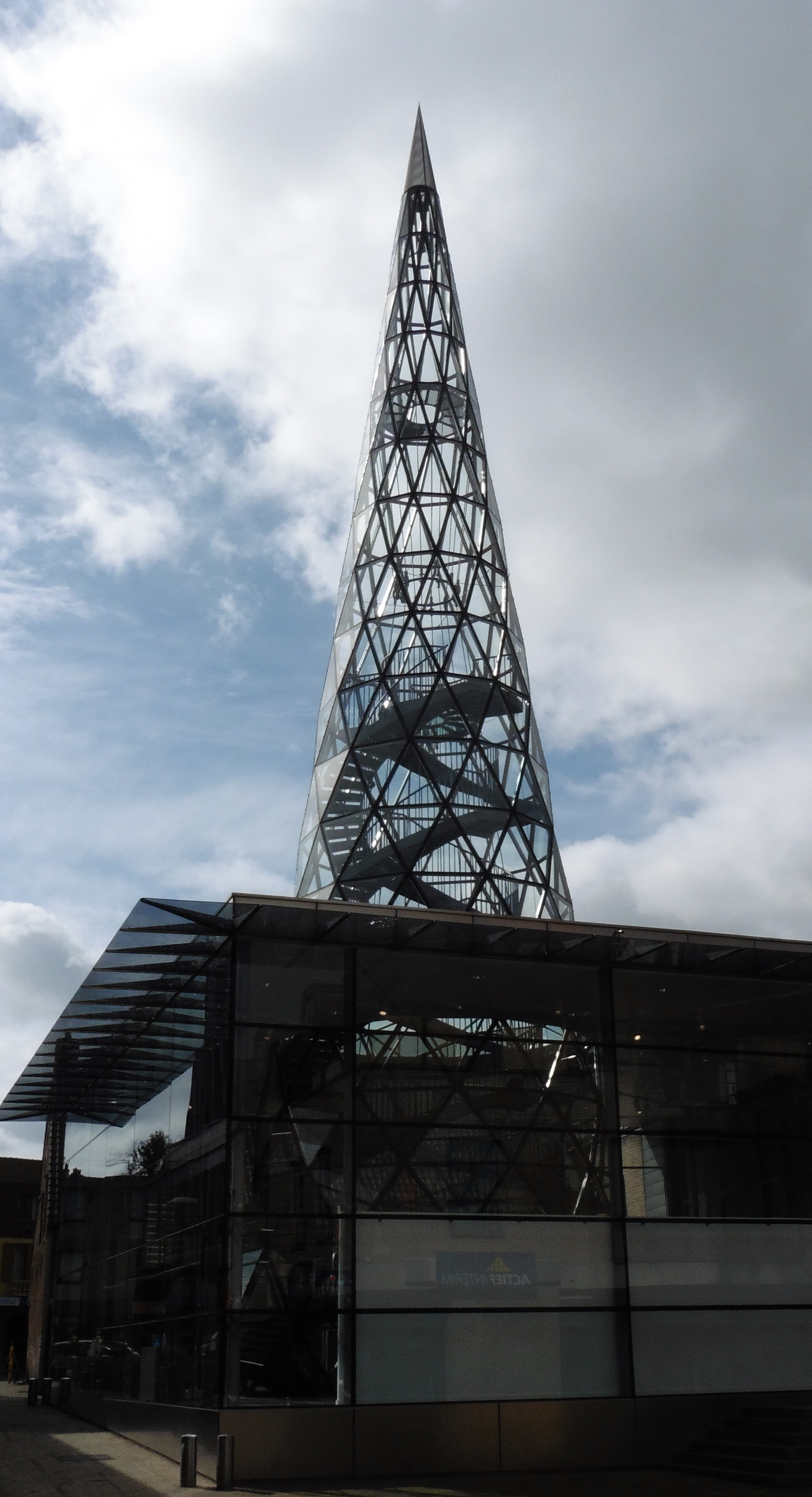
Glasmuseum

## Söhne und Töchter der Stadt
- Johan Devrindt (* 1945), Fußballspieler
- Luk Perceval (* 1957), Theaterregisseur
- Gerrit Schellens (* 1966), Triathlet
- Koen Vekemans (* 1966), Radrennfahrer
- Marc Goossens (* 1969), Automobilrennfahrer
- Eddy Leppens (* 1969), Karambolagespieler
- Kevin Hulsmans (* 1978), Radrennfahrer
- Pieter Mertens (* 1980), Radrennfahrer
- Johan Vansummeren (* 1981), Radrennfahrer
- Steven van Broeckhoven (* 1985), Windsurfer, PWA Freestyleweltmeister 2011, fünfmaliger EFPT Freestyleeuropameister
- Jordi Meeus (* 1998), Radrennfahrer
- Zizou Bergs (* 1999), Tennisspieler
- Philip Haagdoren (* 1970), Fußballspieler